# Petite soldanelle
Soldanella pusilla
Espèce
Classification phylogénétique
La Petite soldanelle (Soldanella pusilla) est une espèce de plantes à fleurs de la famille des Primulacées.

## Description
C'est une plante herbacée qui ressemble à la soldanelle des Alpes mais ne dépasse pas 10 cm de haut. Les fleurs sont solitaires ou groupées par deux.

## Distribution
Europe centrale et méridionale (absente de France).

## Ethnobotanique
On disait autrefois (en France) que la plante est appréciée par le bétail, et nourrissante ; mais que « si les vaches en mangent trop, elles peuvent devenir nymphomanes ».